# Snohomish County Airport

i7
i11
i13
Der Snohomish County Airport (auch Paine Field, IATA-Code: PAE, ICAO-Code: KPAE) ist der regionale Flughafen von Snohomish County in der Stadt Everett im US-Bundesstaat Washington. Er ist nach dem aus Everett stammenden Lt. Topliff O. Paine benannt.
Direkt am Flughafen befindet sich das Boeing-Werk Everett. Er ergänzt seit 4. März 2019 als Passagierflughafen Paine Field den rund 50 Kilometer südlich gelegenen Seattle-Tacoma International Airport.

## Geschichte

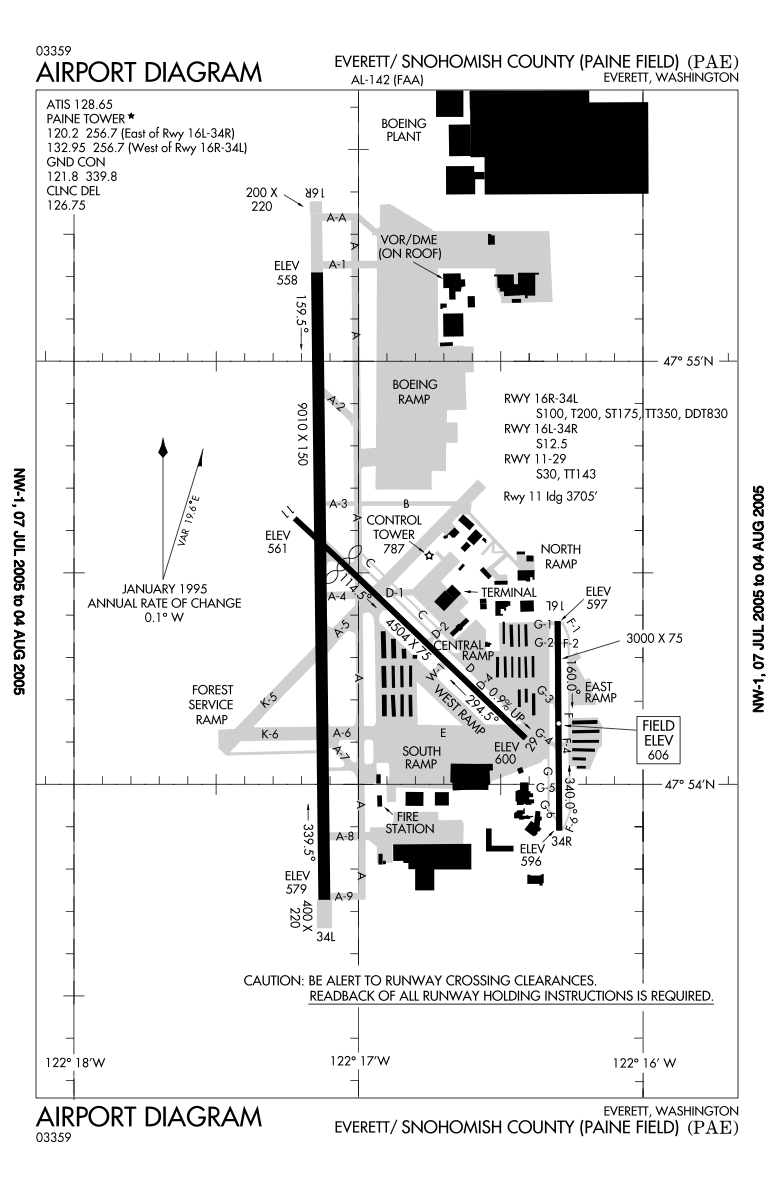
Gebäudeübersicht (Quelle: Federal Aviation Administration)

Der Bau des Flugplatzes begann 1936 mit den Landebahnen 11/29 und der später stillgelegten 3/21, die offizielle Eröffnung fand im November 1938 statt. 1941 übernahm das US Army Air Corps den Flugplatz, das nach dem Ende des Zweiten Weltkrieges ab 1946 wieder die zivile Nutzung zuließ und den Flugplatz 1948 endgültig räumte. Doch bereits 1951 wurde der Flugplatz größtenteils wieder vom Militär übernommen – diesmal für den Korea-Krieg. Das Flugfeld wurde in Paine Air Force Base umbenannt. 1966 zog sich die US Air Force wieder vollständig zurück. Als im gleichen Jahr der Flugzeughersteller Boeing nach einem Gelände suchte, das für den Bau des in Planung befindlichen Großraumflugzeuges Boeing 747 geeignet war, wurde das weiträumige freie Gelände nördlich des Flugplatzes gewählt. Für den neuen Flugzeugtyp musste die Infrastruktur entsprechend ausgebaut werden, so entstand unter anderem die Start- und Landebahn 16R/34L. Um der allgemeinen Luftfahrt mehr Kapazitäten zu schaffen, wurde in den 1980er Jahren die Landebahn 16L/34R gebaut sowie der östlich davon befindliche Hangar.
2017 begann der Bau eines Passagierterminals. Alaska Airlines kündigte als erste Fluggesellschaft an, Flüge ab Paine Field anbieten zu wollen, United Airlines folgte als zweite Fluggesellschaft. Zwischenzeitlich hatte auch Southwest Airlines angekündigt den Flughafen nutzen zu wollen, die Pläne wurden jedoch nicht umgesetzt.
Das Terminal wurde am 3. März 2019 eröffnet und bis zum Ende des Jahres von rund 771.000 Passagieren genutzt. Nachdem die Passagierzahlen im nächsten Jahr aufgrund der COVID-19-Pandemie einbrachen, wurde das Passagierterminal für mehrere Wochen geschlossen. In dieser Zeit wurden Reparaturarbeiten durchgeführt. Im Jahr 2021 stellte United Airlines die Flüge zum Paine Field ein.

## Fluggesellschaften und Ziele
Alaska Airlines bietet Flüge nach Boise, Las Vegas, Phoenix, San Diego, San Francisco, Santa Ana und Spokane sowie saisonale Flüge nach Palm Springs und Tucson an. Die Flüge werden größtenteils von den Regionalfluggesellschaften Horizon Air und SkyWest durchgeführt.

## Verkehrszahlen

### Verkehrsreichste Strecken
| Rang | Stadt                      | Passagiere | Fluggesellschaften |
| ---- | -------------------------- | ---------- | ------------------ |
| 01   | Phoenix, Arizona           | 26.590     | Alaska             |
| 02   | Las Vegas, Nevada          | 20.960     | Alaska             |
| 03   | Santa Ana, Kalifornien     | 12.860     | Alaska             |
| 04   | Denver, Colorado           | 12.850     | United             |
| 05   | San Diego, Kalifornien     | 11.930     | Alaska             |
| 06   | Palm Springs, Kalifornien  | 10.820     | Alaska             |
| 07   | San Francisco, Kalifornien | 5.120      | Alaska             |
| 08   | Spokane, Washington        | 4.790      | Alaska             |
| 09   | Boise, Idaho               | 4.300      | Alaska             |
| 10   | Los Angeles, Kalifornien   | 3.080      | Alaska             |